# Île Siple
L'île Siple est une île de l'Antarctique.
Île massive, couverte de neige, longue de 110 km pour une superficie d'environ 6 500 km2. Elle se situe au large de la terre Marie Byrd, en Antarctique occidental, face à la côte de Bakutis distante d'une quarantaine de kilomètres et avec laquelle elle est reliée par une banquise permanente. Bordée à l'est par l'île Carney et à l'ouest par le golfe Wrigley, elle marque la limite entre la mer d'Amundsen et la mer de Ross.
L'île est dominée par un volcan endormi, le mont Siple, qui culmine à 3 110 m, plaçant l'île Siple au 17e rang des îles par leur altitude maximum.
L'île et le volcan ont été nommés ainsi par l'United States Advisory Committee on Antarctic Names ou  US-ACAN en 1967 en l'honneur de l'explorateur de l'Antarctique Paul A. Siple (1908 - 1968), membre des expéditions de l'amiral Richard E. Byrd.
Actuellement, l'île est revendiquée par le Grand-Duc de Flandrensis comme faisant partie de ce grand-duché.